# Нечёткий регулятор
Нечёткий регулятор (англ. fuzzy controller) — регулятор, построенный на базе нечёткой логики

Для реализации нечеткого регулятора необходимо:
1. Определить входные лингвистические переменные. Например «Время посещения страницы» и «Частота посещения страницы», для анализа посещаемости сайта
2. Определить лингвистическую переменную, которую мы хотим получить (результирующую). В данном случае это будет лингвистическая переменная «Посещаемость»
3. Определить правила образования результирующей переменной из входных

В результате, мы получим возможность определять необходимые нам значения, такие как посещаемость сайта или любое другое необходимое значение, например, мощность котла для обогрева воды, обороты в стиральной машинке и т. д.

## Области практического применения
- Используются самостоятельно, для выполнения функций линейного преобразователя при автоматическом управлении.
- Используются в составе комбинированных систем оптимального управления, у которых в прямом контуре задействованы обычные регуляторы, а в дополнительном контуре используются нечёткие регуляторы, которые подстраивают коэффициенты усиления регулятора прямого контура в зависимости от изменяющихся условий.
- Используются при решении задач алгоритмической обработки информации от изучаемого объекта (задачи фильтрации).
- В помехозащищённых адаптивных системах автоматического управления.
- В системах с нечёткой последовательной процедурой проверки статистических гипотез.[3]